# Lawrence Durrell

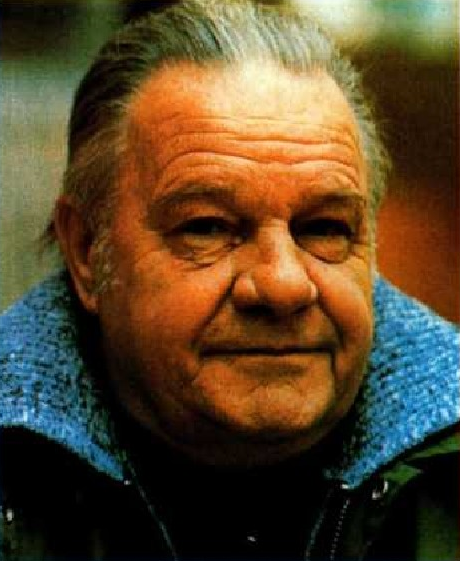
Lawrence Durrell

Lawrence George Durrell (n. 27 februarie 1912, Jalandhar, Imperiul Britanic – d. 7 noiembrie 1990, Sommières, Languedoc-Roussillon, Franța) a fost un romancier, poet, eseist, dramaturg, parapetician și autor de cărți de călătorie britanic, deși el însuși se considera a fi doar un cosmopolit. 

## Biografie
Lawrence George Durrell s-a născut pe 27 februarie 1912, în India, în Jullundur, în fosta Indie Britanică, ca fiu al inginerului de construcții civile Lawrence Samuel Durrell și al unei irlandeze protestante, Louisa Florence Dixie, născuți la rândul lor în Indiile Britanice. 
- Frate al lui Gerald Durrell, zoolog și naturalist (1920 - 1995).
- La vârsta de 11 ani, a fost trimis la școală în Anglia - țară în care nu a fost fericit și pe care a părăsit-o foarte repede.
- Primul său roman, Pied Piper of Lovers, a fost publicat in 1935. In acel an Durrell, soția sa, fratii mai mici (Leslie, Margaret, Gerald) și mama s-au mutat pe insula grecească Corfu, unde au trăit până în 1941, când au părăsit-o din cauza declanșării războiului.
- Lawrence Durrell a divorțat de soție in 1942, și a devenit un peripatetician, trăind în Egipt, insula Rhodos, Argentina și Grecia, stabilindu-se în final în sudul Franței.
- A fost căsătorit de 4 ori.

## "Prietenul meu, Henry Miller"
În august 1937, alături de soția sa Nancy, a ajuns la vila Seurat din Paris, într-un fel de pelerinaj pentru a-l întâlni pe idolul său, romancierul american, Henry Miller autor al faimoaselor romane Tropic of Cancer și Tropic of Capricorn. Miller și Durrell au început să colaboreze la înființarea propriei lor mișcări literare.

## Cicluri de romane manifest
Experimentele sale privind dezintegrarea formei narative, care s-au concretizat în două cicluri romanești Cvartetul din Alexandria și Cvintetul din Avignon, stârnesc mereu și mereu un puternic entuziasm în rândul cititorilor. 
- Cvartetul din Alexandria este compus din romanele: 
  - Justine, 1957,
  - Balthazar, 1958,
  - Mountolive, 1958 și
  - Clea, 1960

- Cvintetul din Avignon constă din romanele:
  - Monsieur, 1974,
  - Livia, 1978,
  - Constance, 1982,
  - Sebastian, 1983 și
  - Quinx, 1985.

## Opere ale lui Durrell considerate a fi reprezentative

#### Romane
- Pied Piper of Lovers, 1935
- Primăvara panicii (publicat sub pseudonimul 'Charles Norden), 1937
- Cartea Neagră, 1938
- Labirintul negru, (Cefalu), 1947
- Vulturi albi deasupra Serbiei, 1957
- Ciclul romanesc Cvartetul din Alexandria, scris între 1957 și 1960
- Al doilea ciclu romanesc, Revolta Afroditei, constând din romanele Tunc, 1968, și Nunquam, 1970)
- Al treilea ciclu romanesc, Cvintetul din Avignon, scris între 1974 și 1985